# Partis politiques du Bhoutan
Au Bhoutan , les partis politiques doivent être enregistrés auprès de la Commission électorale pour pouvoir participer aux élections à l'Assemblée nationale. Les partis politiques ne peuvent se présenter qu'aux élections à l'Assemblée nationale, car il est interdit d'être affilié à un parti politique pour se présenter au Conseil National.

## Liste des partis politiques actuels

### Représentés à l'Assemblée Nationale
|  | Parti politique                                    | Sigle | Positionnement | Idéologie                          | Fondation | Représentation |
|  | -------------------------------------------------- | ----- | -------------- | ---------------------------------- | --------- | -------------- |
|  | Parti démocratique populaire མི་སེར་དམངས་གཙོའི་ཚོགས་པ་། | PDP   | Centre gauche  | Royalisme Libéralisme Progressisme | 2007      | 30 / 47        |
|  | Parti tendrel du Bhoutan བྷུ་ཊཱན་རྟེན་འབྲེལ་ཚོགས་པ་།       | BTP   |                | Monarchisme                        | 2023      | 17 / 47        |

### Autres partis
|  | Parti politique                                   | Sigle | Positionnement | Idéologie               | Fondation |
|  | ------------------------------------------------- | ----- | -------------- | ----------------------- | --------- |
|  | Parti vertueux du Bhoutan འབྲུག་ཕུན་སུམ་ཚོགས་པ།        | DPT   | Centre droit   | Royalisme Conservatisme | 2007      |
|  | Parti de l'unité du Bhoutan འབྲུག་མཉམ་རུབ་ཚོགས་པ་།    | PDP   | Centre gauche  | Social-démocratie       | 2013      |
|  | Parti de l'alliance du Bhoutan འབྲུག་མཐུན་འབྲེལ་ཚོགས་པ། | DTT   |                | Bouddhisme              | 2007      |

## Anciens partis
|  | Parti politique                              | Sigle | Positionnement | Idéologie         | Fondation | Disparition |
|  | -------------------------------------------- | ----- | -------------- | ----------------- | --------- | ----------- |
|  | Parti Kuen-Nyam du Bhoutan འཐུག་ཀུན་མཉམ་ཚོགས་པ་ | BKP   | Centre gauche  | Social-démocratie | 2007      | 2023        |
|  | Parti du peuple du Bhoutan འབྲུག་སྤྱིར་དབང་ཚོགས་པ། | DCT   | Centre gauche  |                   | 2013      | 2018        |

## Partis interdits
|  | Parti politique             | Sigle     | Positionnement | Idéologie                  | Fondation |
|  | --------------------------- | --------- | -------------- | -------------------------- | --------- |
|  | Parti communiste du Bhoutan | CPB (MLM) | Extrême gauche | Marxisme-léninisme-maoïsme | 2003      |